# Lothar Woelk
Lothar Woelk (ur. 3 sierpnia 1954 w Recklinghausen) – niemiecki piłkarz występujący na pozycji obrońcy.

## Kariera
Woelk karierę rozpoczynał w Eintrachcie Recklinghausen. W 1977 roku trafił do pierwszoligowego VfL Bochum. W Bundeslidze zadebiutował 6 sierpnia 1977 roku w zremisowanym 0:0 pojedynku z Borussią Mönchengladbach. 17 sierpnia 1977 roku w wygranym 5:0 meczu z Herthą BSC strzelił pierwszego gola w Bundeslidze. W 1988 roku dotarł z zespołem do finału Pucharu RFN. Przez 12 lat w barwach Bochum rozegrał 385 spotkań i zdobył 26 bramek.
W 1989 roku Woelk odszedł do drugoligowego MSV Duisburg. W 1991 roku awansował z nim do Bundesligi. W 1992 roku zakończył karierę.